# Réseau des Canadiens azerbaïdjanais
Vous pouvez aider à l'améliorer ou bien discuter des problèmes sur sa page de discussion.
- Il ne s’appuie pas, ou pas assez, sur des sources secondaires ou tertiaires. (Marqué depuis août 2024)
- Son texte doit être wikifié : il ne correspond pas à la mise en forme Wikipédia (style, typographie, liens internes, liens entre les wikis, etc.). (Marqué depuis janvier 2022)
- Il est orphelin : moins de trois articles lui sont liés. Aidez à ajouter des liens en plaçant le code [[Réseau des Canadiens azerbaïdjanais]] dans les articles relatifs au sujet. (Marqué depuis août 2024)

- Archive Wikiwix
- Bing
- Cairn
- DuckDuckGo
- E. Universalis
- Gallica
- Google
- G. Books
- G. News
- G. Scholar
- Persée
- Qwant
- (zh) Baidu
- (ru) Yandex
- (wd) trouver des œuvres sur Wikidata

Logo de l’association

Le Réseau des Canadiens azerbaïdjanais (NAC-RCA anglais: Network of Azerbaijani Canadians, azéri : Kanadalı Azərbaycanlılar Şəbəkəsi ) est une organisation de défense des droits des Azerbaïdjanais entièrement financée par la communauté azerbaïdjanaise de Canada. Fondée en 2020,  l'organisation défend les intérêts des Canadiens azerbaïdjanais en matière de politique publique. L'organisation est basée à Toronto ; les membres du conseil d'administration et les membres de l'organisation sont répartis à travers le Canada, y compris Ottawa, Edmonton, Calgary, Montréal et Vancouver. 
Le Réseau des Canadiens Azerbaïdjanais est un organisme sans but lucratif enregistré et géré par son conseil d'administration.

## Histoire
Le Réseau des Canadiens Azerbaïdjanais a été fondé en octobre 2020. La fondation de l'organisation a été motivée par le désir des membres de la communauté azerbaïdjanaise de Canada d'accroître la sensibilisation politique au Canada à la deuxième guerre du Karabakh. Le RCA a cherché à sensibiliser le public aux réfugiés azerbaïdjanais émergés pendant le conflit du Haut-Karabakh  à la fin des années 1980 et au début des années 1990.  Le RCA a également exhorté le premier ministre du Canada, Justin Trudeau, et le ministère des Affaires mondiales Canada à condamner les actions de l'Arménie à la suite des attaques au missile sur Barda en 2020.
L'organisation cherche à renforcer les relations entre l'Azerbaïdjan et le Canada. Sur le plan politique, il demande le déminage de la région du Karabakh et plaide pour l'appui du Canada à cette fin. Il cherche également à attirer l'attention sur le massacre de Khodjaly en 1992. L'organisation prône la signature d'un accord de paix entre l'Azerbaïdjan et l'Arménie. 
Après la guerre de 2020, l'équipe de direction du CNA s'est efforcée d'inciter la communauté canadienne azerbaïdjanaise à s'impliquer davantage sur le plan politique. Il a encouragé la communauté à s'engager plus activement dans les enjeux des circonscriptions électorales et les campagnes des députés lors des élections fédérales canadiennes de 2021 et à organiser des réunions avec des représentants du gouvernement canadien.  
Les membres du conseil d'administration du CNA ont tenu des réunions de haut niveau avec les membres du Cabinet à de nombreuses occasions pour informer les ministres des questions et des initiatives que les Canadiens d'Azerbaïdjan défendent.